# Nuevo San Rafael
Nuevo San Rafael är en ort i Mexiko.   Den ligger i kommunen Ciudad del Maíz och delstaten San Luis Potosí, i den centrala delen av landet, 400 km norr om huvudstaden Mexico City. Nuevo San Rafael ligger 1 022 meter över havet och antalet invånare är 376.
Terrängen runt Nuevo San Rafael är platt västerut, men österut är den kuperad. Runt Nuevo San Rafael är det glesbefolkat, med 11 invånare per kvadratkilometer. Närmaste större samhälle är San Rafael Matriz, 1,3 km väster om Nuevo San Rafael. Omgivningarna runt Nuevo San Rafael är i huvudsak ett öppet busklandskap.